# Aiouea piauhyensis
Aiouea piauhyensis är en lagerväxtart som beskrevs av Carl Christian Mez. Aiouea piauhyensis ingår i släktet Aiouea och familjen lagerväxter. Inga underarter finns listade i Catalogue of Life.